# Tytus Czyżewski

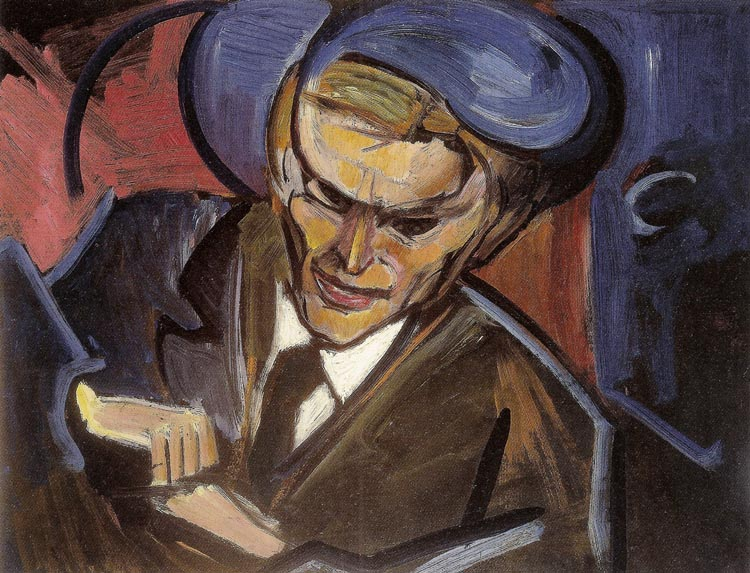
Chân dung Tytus Czyżewski do họa sĩ Leon Chwistek vẽ năm 1920

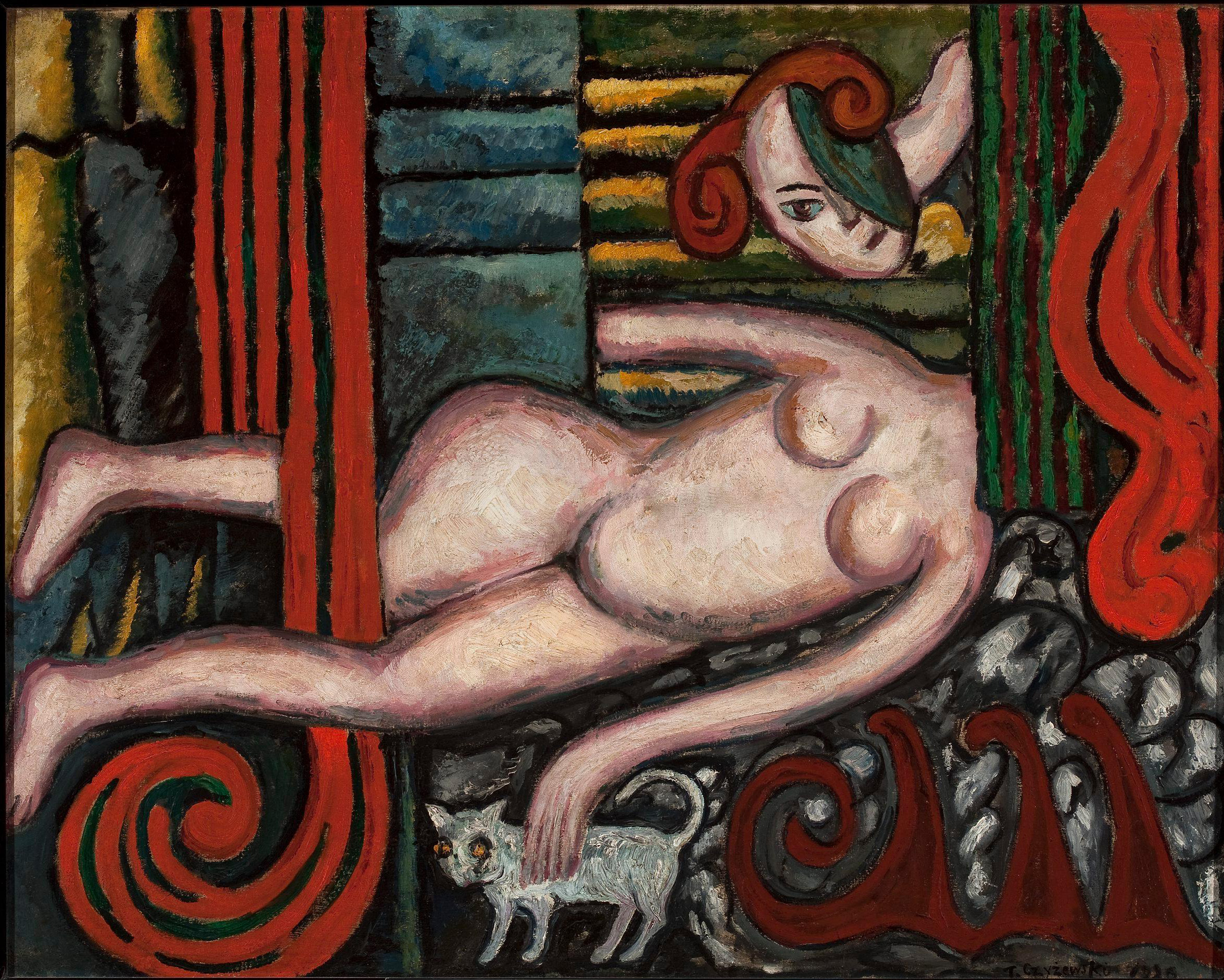
Tytus Czyżewski, bức Khỏa thân với mèo, vẽ năm 1920, trưng bày tại Bảo tàng Quốc gia Warszawa

Tytus Czyżewski (sinh ngày 28 tháng 12 năm 1880 tại Przyszowa - mất ngày 5 tháng 5 năm 1945 tại Kraków) là họa sĩ người Ba Lan, nhà lý luận nghệ thuật, nhà thơ theo chủ nghĩa vị lai, nhà viết kịch, nhà phục chế màu.

## Tiểu sử
Năm 1902, Tytus Czyżewski ông học tại Học viện Mỹ thuật tại Krakow trong các xưởng vẽ của Józef Mehoffer và Leon Wyczółkowski. Czyżewski đến Paris và học hỏi xu hướng nghệ thuật ở đó. Ông bắt đầu triển lãm vào năm 1906. Phong cách vẽ tranh của Czyżewski bị ảnh hưởng bởi họa sĩ Cézanne và El Greco.
Năm 1917 tại Kraków, Tytus Czyżewski cùng với hai anh em là Zbigniew và Andrzej Pronaszko tổ chức một cuộc triển lãm các tác phẩm theo trường phái chủ nghĩa Biểu hiện Ba Lan. Tytus Czyżewski là người đồng sáng lập câu lạc bộ Chủ nghĩa vị lại ở Ba Lan và đã cho xuất bản "thơ hình ảnh" lấy cảm hứng từ Chủ nghĩa vị lại. Czyżewski có cảm tình với trườn phái Chủ nghĩa Siêu thực và dành phần đời còn lại của mình phục chế màu.

## Tác phẩm nổi bật
- Thơ:
  - Zielone Oko. Poezje formistyczne. Elektryczne wizje, 1920
  - Noc – dzień. Mechaniczny instynkt elektryczny, 1922
  - Pastorałki, 1925
  - Robespierre. Rapsod. Cinema. Od romantyzmu do cynizmu, 1927
  - Lajkonik w chmurach, 1936
- Văn xuôi: 
  - A Burglar of the Better Sort: Plays, Verse, Theoretical Notes. Bản dịch của Charles Kraszewski. Nhà xuất bản: Glagoslav Publication, 2019.